# Csíkpálfalva
Csíkpálfalva (románul Păuleni-Ciuc) falu Romániában, Hargita megyében.

## Fekvése
Csíkszeredától 4 km-re északkeletre, a Középcsíki-medence keleti peremén, az Aracs és Nyír patakok völgyében fekszik.

## Nevének eredete
A falu a hagyomány szerint arról kapta a nevét, hogy három Pál nevű ember (Bíró, Ferenc és Kovács) alapította.

## Története
Területe ősidők óta lakott, a Várdombon neolitikumi és bronzkori erődítményt tártak fel. 1694-ben feldúlták a tatárok. 1775-ben a megfogyatkozott lakosság a Sztyepan Rjazin-féle kozáklázadás menekültjeivel töltődik fel. Régi kápolnája 1843-ban épült, majd leégett. Helyére épült 1949-ben a Szent Pál tiszteletére szentelt római katolikus templom. 1910-ben 651, 1996-ban társközségeivel együtt 1666, túlnyomórészt magyar lakosa volt. A trianoni békeszerződésig Csík vármegye Szépvízi járásához tartozott.

## Testvérközségek
- Magyarország, Rád - A testvérközségi megállapodást 2000. augusztus 20-án kötötték meg a két település vezetői Rádon.
- Magyarország, Solymár - A testvérközségi megállapodást 2011. szeptember 9-én kötötték meg a két település vezetői Solymáron.

## Híres emberek
- Itt született 1605-ben Pálfalvi János erdélyi püspök.
- Itt született 1899-ben Bándy Mária néprajzkutató.
- Itt született 1945-ben Ferenczes István (Ferencz S. István) költő.

## Jegyzetek

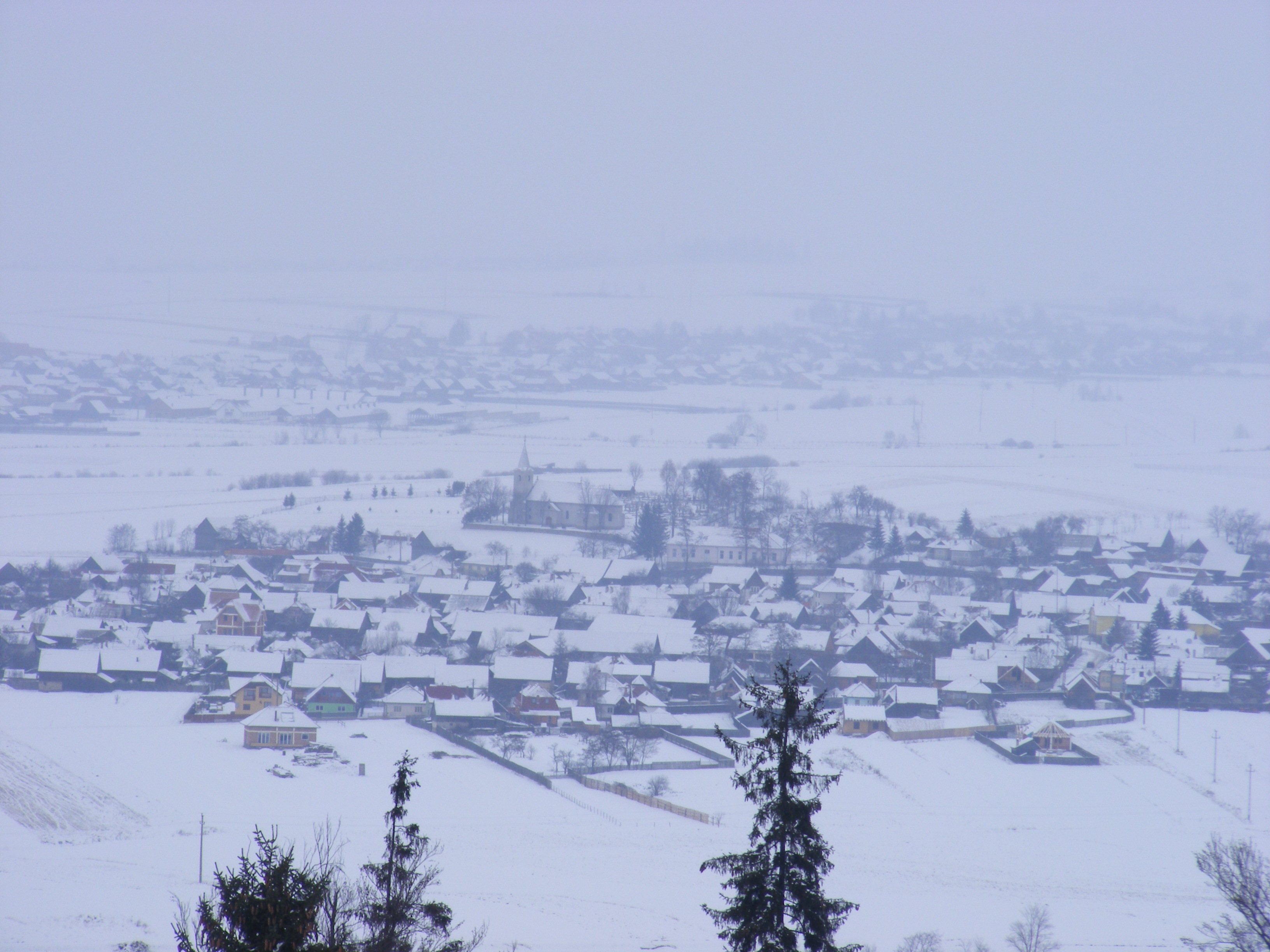
Csíkpálfalva, a háttérben Csíkdelne
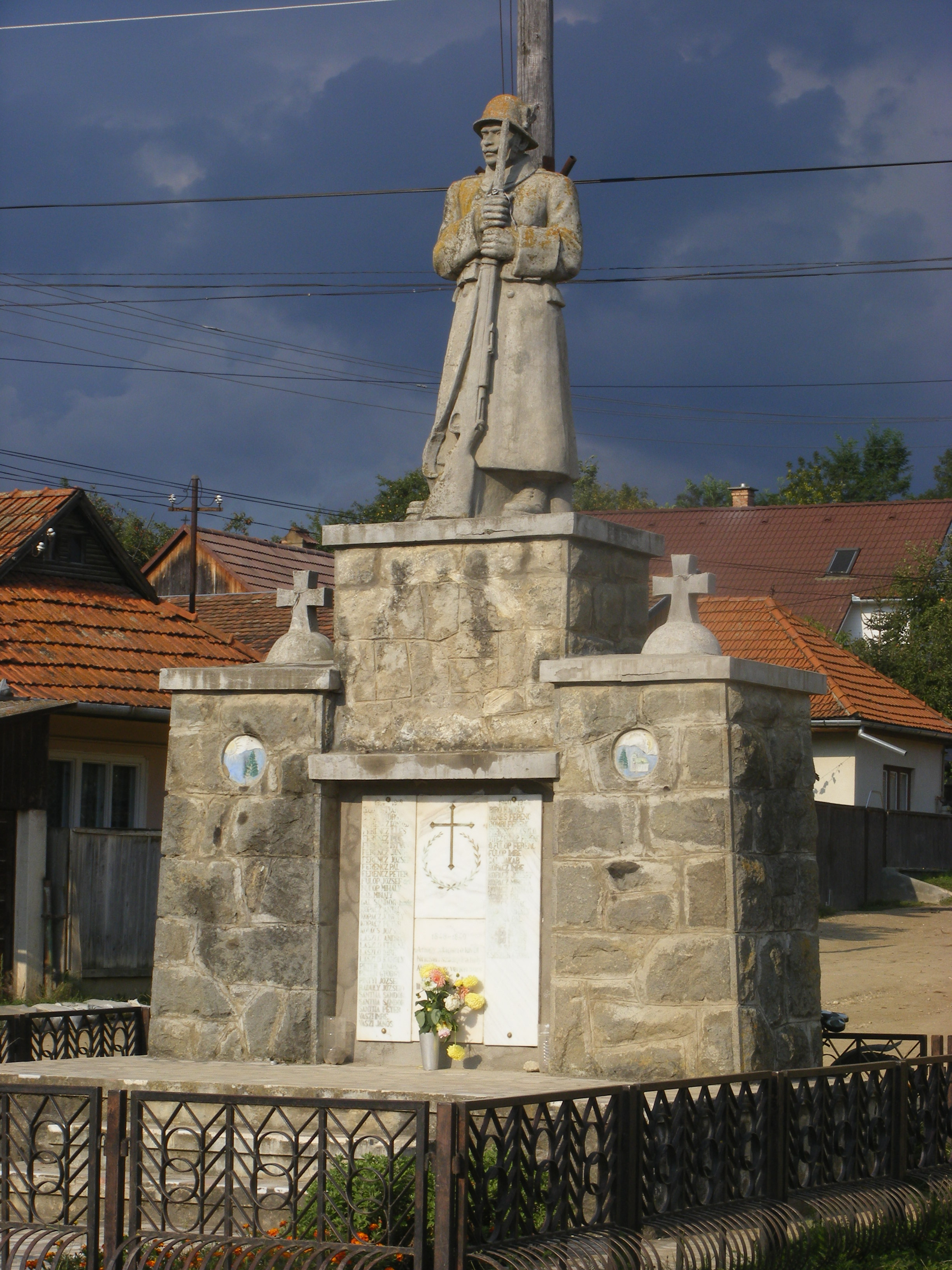
Első világháborús emlékmű
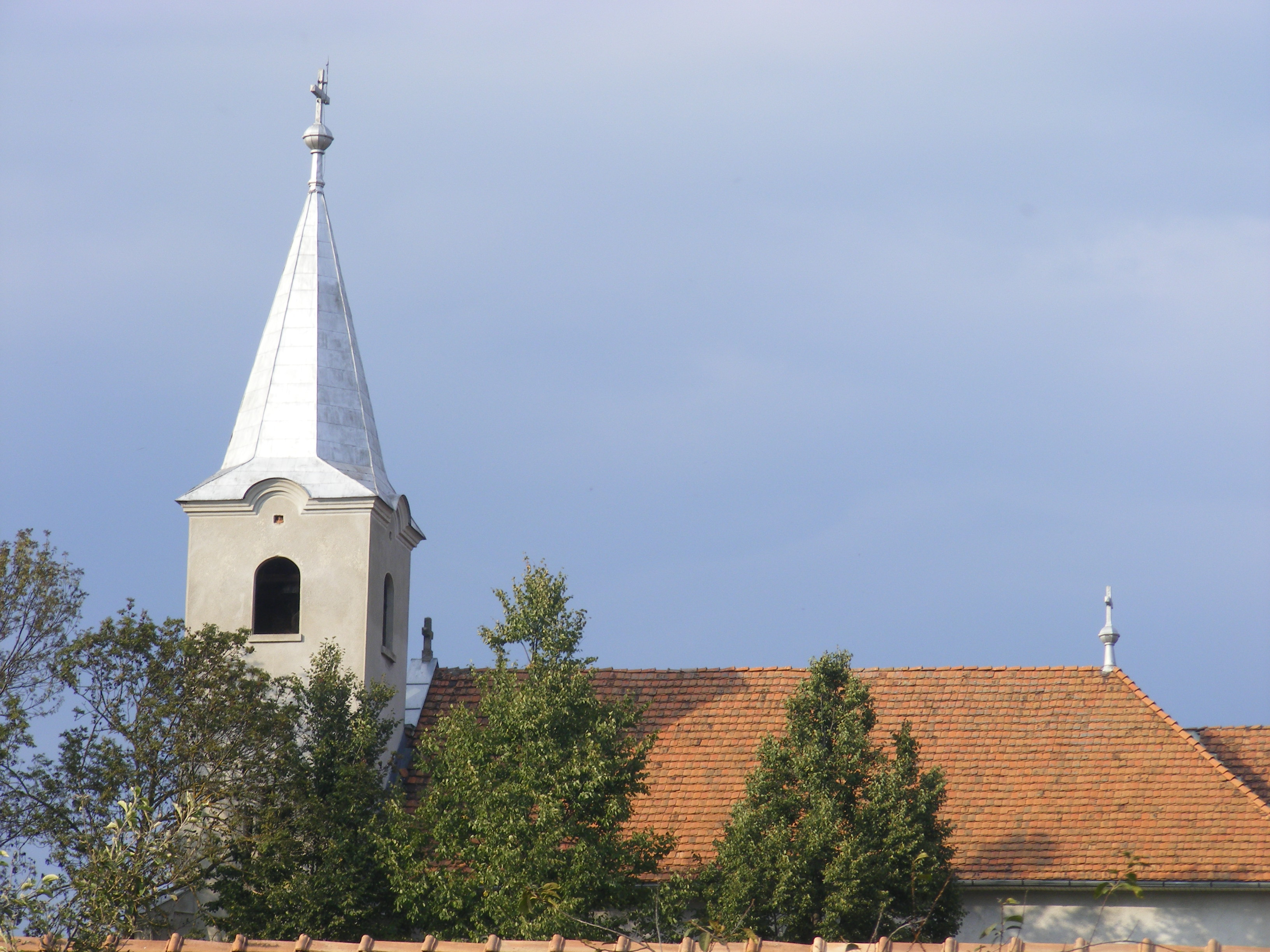
A templom